# Ukazy (Falatycze)
Ukazy – część wsi Falatycze w Polsce położona w województwie mazowieckim, w powiecie łosickim, w gminie Platerów.
W latach 1975–1998 Ukazy należały administracyjnie do województwa bialskopodlaskiego.